# アイ・ラヴ・パリ
「アイ・ラヴ・パリ」（英語: I Love Paris）は、コール・ポーター作詞、作曲のジャズ・スタンダード。

## 概要
1953年のミュージカル『CAN-CAN』で歌われたのが最初とされる。同年、レス・バクスターがシングルをリリースし、ヒットした。
このミュージカルは1960年に『カンカン』として映画化されフランク・シナトラとモーリス・シュヴァリエが主演した。

## 解説
構成は、ヴァース（前ふり）16小節とコーラス32小節。コーラス32小節の前半16小節が短調で、後半16小節が長調となるのが特徴である。
歌詞はシンプルに「春のパリが好き」、「秋のパリが好き」、「雨の降る冬のパリも熱い夏のパリも好き」と歌い上げ、最後に「なぜなら、パリには愛する恋人いるから」とオチを付けている。
コール・ポーターはブロードウェイで活動を始めたが、ヒットに恵まれず、パリへ渡った。パリで、当時「パリの社交界でもっとも美しい未亡人」と称されていたリンダ・リー・トーマスとポーターは1919年に結婚する。この後、ポーターはアメリカ合衆国に戻り、大人気作詞作曲家となるのだが、それにはポーターの才能にほれ込んだリンダの献身的なサポートなしでは実現しなかったと言える。このことは2004年の映画『五線譜のラブレター』や2013年のミュージカル『ラヴ・リンダ』の主要テーマともなっている。
ミュージカル『CAN-CAN』は1955年の終演までに892回のロングラン・ヒットとなったが、リンダは公演期間中の1954年に死去し、本曲はポーターのリンダへの最後のメッセージとなった。

## 代表的なカバー
- チャーリー・パーカー『プレイズ・コール・ポーター（英語版）』（1954年）[2]
- エラ・フィッツジェラルド『Ella Fitzgerald Sings the Cole Porter Songbook』（1956年）[1] - ヴァースから歌われており、途中の転調から声のトーンも明るくなるというドラマチックな歌唱になっている[2]
- エロル・ガーナー『パリの印象』（1958年）[1][2]
- マーティ・ペイチ『ブロードウェイ・ビット』（1959年） - ペイチによる編曲はあっさりとした洒落た味わいが特徴であるが、本曲は例外的に陰影に富んでいる[1]。
- オスカー・ピーターソン『コール・ポーター・ソング・ブック（英語版）』（1959年） - テーマ・メロディをほぼ全編をコード弾きによって2回くり返して終わりで、アドリブ・ソロは無い。ピーターソンらしからぬとも言えるが、それだけで完結できる良いメロディとも言える[2]。
- リー・コニッツ&レッド・ミッチェル『アイ・コンセントレイト・オン・ユー（英語版）』（1974年）[1]
- スティーヴ・カーン『クロッシングス』（1994年） - ラテン・リズムのアレンジに乗せたマイケル・ブレッカーのソロが印象的[2]。